# Öffentlichkeitsgrundsatz
Der Grundsatz der Öffentlichkeit von Gerichtsverfahren ist eine Prozessmaxime, die mit dem Unmittelbarkeitsprinzip und dem Mündlichkeitsgrundsatz zusammenhängt.

## Geschichte
Nachdem Strafverfahren schon im Römischen Reich zunächst öffentlich auf den Forum oder dem Marktplatz abgehalten und auch schon bei den Indogermanen durch die sog. Thingmänner, also alle freien Männer des Stammes, abgeurteilt wurden, ging man später dazu über, Zeugenaussagen und Vernehmungen des Angeklagten hinter verschlossenen Türen und in Amtsstuben abzuhalten. Zur Zeit der Französischen Revolution wurden jedoch wieder Rufe nach der Öffentlichkeit der Hauptverhandlung laut. In Europa waren Cesare Beccaria und Anselm von Feuerbach die bekanntesten Verfechter des Öffentlichkeitsgrundsatzes.

## Rechtsgrundlagen
Der Öffentlichkeitsgrundsatz ist zwar kein Verfassungsgrundsatz. Er wird aber als grundlegende Einrichtung des Rechtsstaats gesehen. Der Öffentlichkeitsgrundsatz folgt zudem aus Art. 6 Abs. 1 EMRK und Art. 14 Abs. 1 S. 2 UN-Zivilpakt, die beide in Deutschland unmittelbar anwendbares Recht darstellen und im Rang über den einfachen Gesetzen stehen. Art. 6 Abs. 1 EMRK gebietet zudem, dass in bestimmten Gerichtsverfahren zu irgendeinem Zeitpunkt zwischen Beginn und Rechtskraft eine öffentliche Verhandlung stattfinden muss.

## Inhalt des Öffentlichkeitsgrundsatzes
Eine Gerichtsverhandlung ist nur dann öffentlich, wenn beliebige Zuhörer, sei es auch nur in sehr begrenzter Zahl, die Möglichkeit des Zutritts haben. Dazu gehört die Information über Zeit und Ort der Verhandlung, regelmäßig durch Aushang im Gericht. Ein unangekündigt verfrühter Verhandlungsbeginn ist im Arbeitsgerichtsverfahren kein Problem, aber im Strafprozess. Zudem muss der tatsächliche Zutritt zum Verhandlungsraum möglich sein. Das Gericht muss bei zu erwartendem Zuschauerandrang keinen größeren Saal für die Verhandlung wählen, darf aber nicht bewusst enge Räumlichkeiten auswählen, um Zuschauer fernzuhalten. Der Zugang kann im pflichtgemäßen Ermessen des Gerichts begrenzt oder ausgeschlossen werden aus Sicherheitserwägungen (z. B.: Außentermin an einem gefährlichen Ort), oder um eine ungestörte Durchführung des Verfahrens zu ermöglichen. Mit Urteil vom 1. Oktober 2014 hat das Bundesverwaltungsgericht klargestellt, dass der Anspruch der Presse wegen der Zusendung von Urteilsabschriften in Strafverfahren auch einschließt, dass die Namen von Richtern, Schöffen, Staatsanwälten und Strafverteidigern nicht geschwärzt werden dürfen.

## Öffentlichkeitsgrundsatz nach GVG
Eine ausdrückliche rechtliche Regelung des Öffentlichkeitsgrundsatzes findet sich in § 169 GVG. Fernseh-, Rundfunk-, Filmaufnahmen zum Zwecke der öffentlichen Vorführung oder Veröffentlichung ihres Inhalts sind demnach zwar dem Grundsatz nach unzulässig, können aber unter den in § 169 GVG im Einzelnen bezeichneten Voraussetzungen zugelassen werden.

## Ausschluss der Öffentlichkeit
Unter besonderen Umständen ist die Öffentlichkeit bei Verfahren ausgeschlossen: In schriftlichen Verfahren ist die Öffentlichkeit regelmäßig aus praktischen Gründen ausgeschlossen, da keine öffentliche Akteneinsicht vorgenommen wird. So darf etwa in zivilrechtlichen Verfahren gemäß § 299 ZPO Dritten nur dann ohne Einwilligung der Parteien Einsicht in die Akten gestattet werden, wenn diese ein rechtliches Interesse glaubhaft machen. Bei Jugendstrafverfahren (§ 48 JGG), Familien- und Unterbringungssachen sowie bei Sachen, die die öffentliche Ordnung (Staatsschutzsachen), die Sittlichkeit oder den Geheimnisschutz gefährden könnten, muss bzw. kann die Öffentlichkeit ausgeschlossen werden.

## Rechtsfolgen
Wird die Öffentlichkeit zu Unrecht ausgeschlossen, so ist dies ein absoluter Revisionsgrund im Strafverfahren gemäß § 338 Nr. 6 StPO, im Zivilverfahren gemäß § 547 Nr. 5 ZPO und im Verwaltungsprozess gemäß § 138 Nr. 5 VwGO.